# Cyrillia aequalis
Cyrillia aequalis é uma espécie de gastrópode do gênero Raphitoma, pertencente a família Raphitomidae.